# Wilmer Cruz
Wilmer Cruz   (Santa Cruz de Yojoa, 18 de desembre de 1965) és un exfutbolista hondureny de la dècada de 1990.
Fou 63 cops internacional amb la selecció d'Hondures.
Pel que fa a clubs, destacà a Real C.D. España, Platense FC, FC Motagua i Deportes Savio.
Trajectòria com a entrenador:
- 2003: Savio
- 2011: Atlético Municipal
- 2011-2012: Parrillas One
- 2012: Atlético Municipal
- 2014-2015: Honduras Progreso
- 2016: Juticalpa
- 2017: Honduras Progreso